# Wolfgang Zeh (Architekt)

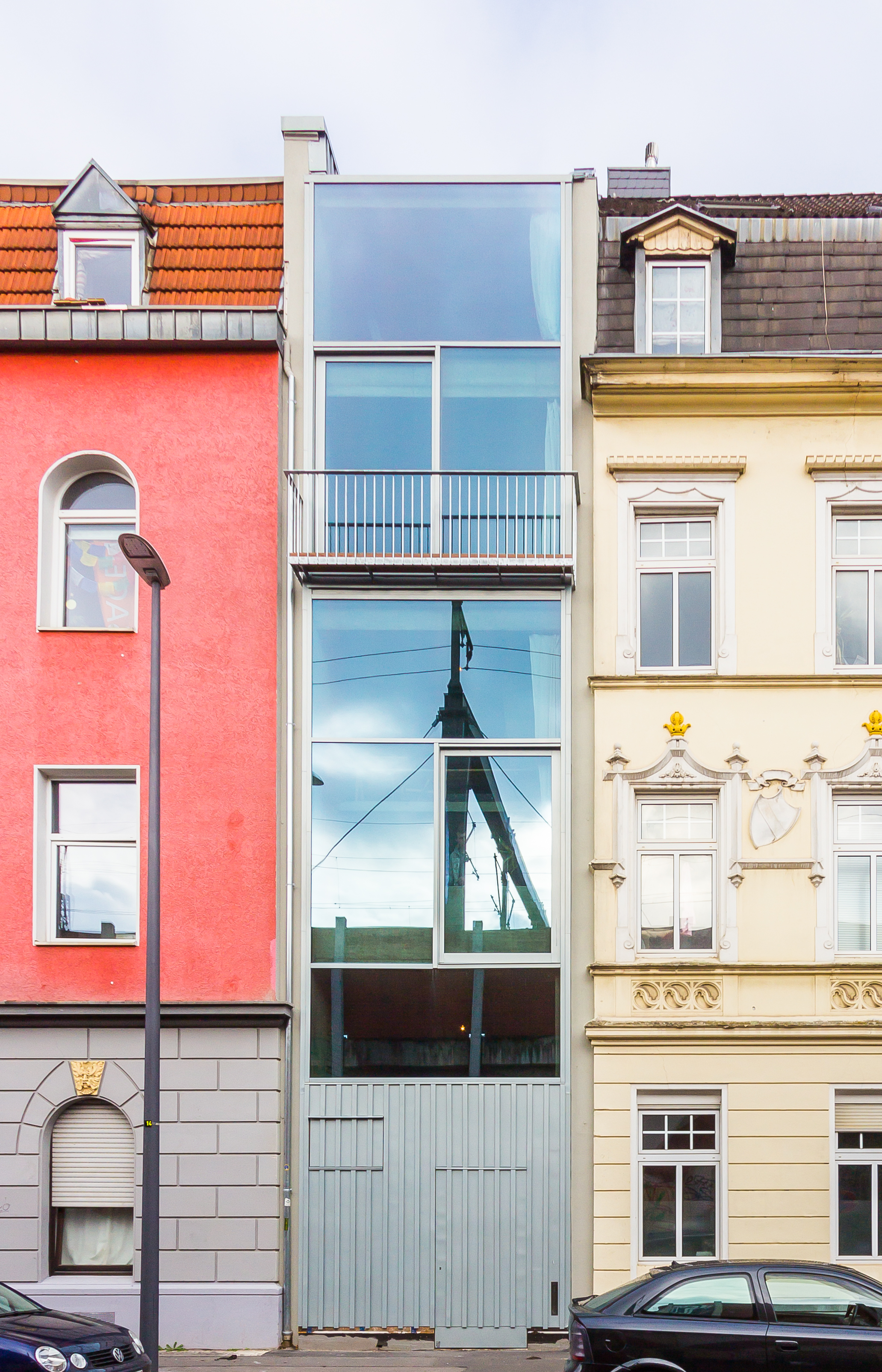
Von Wolfgang Zeh gefüllte „Baulücke“ in der Hüttenstraße in Köln

Wolfgang Zeh (* 1977 in Bonn) ist ein deutscher Architekt und Hochschullehrer.

## Werdegang
Wolfgang Zeh studierte von 2002 bis 2008 Architektur an der Bauhaus-Universität Weimar, nachdem er 2002 eine dreijährige Ausbildung zum Tischler in Bonn abschloss. Er arbeitete bei Walter Nägeli in Berlin und bei BeL in Köln (2008–12). Zwischen 2010 und 2014 arbeitete Wolfgang Zeh mit Moritz Kaiser und Kai Beck zusammen. Zeh lehrte als wissenschaftlicher Mitarbeiter bei ? an der Bauhaus-Universität Weimar (2012–13), als wissenschaftlicher Mitarbeiter bei ? an der RWTH Aachen (2013–21), als Lehrbeauftragter und als Vertretungsprofessor an der Münster School of Architecture (2020–21, 2021–22) und seit 2024 als Professor an der Peter Behrens School of Arts. 2019 wurde er in den BDA berufen.

## Bauwerke
- 2012–2014: Doppelhaus, Bonn
- 2013–2014: c/o Foundation im Amerika-Haus, Berlin-Charlottenburg mit Petra und Paul Kahlfeldt
- 2011–2018: Baulücke, Köln[2][3][4][5]
- 2017–2018: Haus Lohmar, Köln
- 2019–2022: Hinterhaus, Köln-Vogelsang

## Auszeichnungen und Preise
- 2010: Stipendium der Wüstenrot Stiftung
- 2014: Engere Wahl – Weißenhof Architekturförderpreis mit Kai Beck, Sebastian Heinemeyer, Moritz Kaiser[6][7]
- 2015: BDA Preis Berlin für c/o Foundation im Amerika-Haus, Berlin-Charlottenburg[8]
- 2017: Anerkennung – Bauwelt Preis für Baulücke Köln[9]
- 2017: Nominierung – DAM Preis für c/o Foundation im Amerika-Haus, Berlin-Charlottenburg
- 2017: Kölner Architekturpreis für Baulücke Köln[10]
- 2018: Architekturpreis NRW für Baulücke Köln[11]
- 2018: Nominierung – DAM Preis für Baulücke Köln[12]
- 2019: Shortlist – Nike für Baulücke Köln
- 2019: Auszeichnung – Deutscher Architekturpreis für Baulücke Köln[13]
- 2020: Nominierung – DAM Preis für Haus Lohmar
- 2020: Architekturpreis Beton für Baulücke Köln[14]
- 2021: Gestaltungspreis der Wüstenrot Stiftung für Baulücke Köln[15][16]